# 이오시스의 음반 목록
이 문서는 이오시스의 음반 목록에 대해 다룬다.

## 동방을녀잡자 (도호오토메바야시)
《동방을녀잡자》(東方乙女囃子 도호오토메바야시[*], 로마자표기 : Touhou Otomebayashi) 또는 《동방소녀장단》은 일본의 동인 서클 이오시스가 발매한 동방 프로젝트의 동인 앨범 2집이다. 2006년 8월 13일에 앨범CD로 코믹 마켓 70회에서 판매되었고 드완고에서 2007년 5월 15일에 다운로드 형식으로 판매되었다. 이 앨범은 IOSYS의 동방 프로젝트 어레인지 앨범 2번째이며 동방 프로젝트의 삽입곡중 12곡을 어레인지하였다.

### 수록곡
| #   | 제목 | 원곡                                     | 재생 시간 |
| --- | --- | ---------------------------------------- | --------- |
| 1.  | 망설이며 다가오는 유타한 실종 ~Border of Death~ (惑いて来たれ、遊惰な神隠し～Border of Death)                          | 네크로판타지아 (동방요요몽)              |           |
| 2.  | 마리사는 대단한 것을 훔쳐갔습니다 (魔理沙は大変なものを盗んでいきました 마리사와 다이헨나 모노오 누슨데 이키마시타[*]) | 인형재판 (동방요요몽)                    |           |
| 3.  | 세피아 색의 상해홍차관 (セピア色の Shanghai tea room)                                                                  | 상하이 홍차관 ~ Chinese Tea (동방홍마향) |           |
| 4.  | 달밤에 둘이서 빠져나가는 정도의 능력 (月夜を二人で抜け出す程度の能力)                                                  | 소녀기상곡 ~ Dream Battle (동방영야초)   |           |
| 5.  | 황혼사원의 꿈 (黄昏寺院の夢)                                                                                           | 동방요요몽 ~ Ancient Temple (동방요요몽) |           |
| 6.  | 이자요이 사쿠야는 입지 않은건가? (十六夜咲夜は穿いていないのか？)                                                      | 달시계 ~ Lunar Dial (동방홍마향)         |           |
| 7.  | 연랑의 론도 (恋娘のロンド)                                                                                             | 말괄량이 연랑 (동방홍마향)               |           |
| 8.  | 케네의 그림그리기 노래 (けーねのえかきうた)                                                                            | Plain Asia (동방영야초)                  |           |
| 9.  | 레트로스펙티브 삿포로 (レトロスペクティブ札幌)                                                                         | 레트로스펙티브 쿄토 (동방문화첩)         |           |
| 10. | 여기에서 만났지만 60년째 (此処で逢ったが六十年目)                                                                      | 60년만의 동방재판 (동방화영총)           |           |
| 11. | 주로 플로어를 조종하는 정도의 능력 (主にフロアを操る程度の能力)                                                        | 봄빛 오솔길 (동방화영총)                 |           |
| 12. | 새벽전의 코러스 마스터 (夜明け前のコーラスマスター)                                                                    | 이젠 노래밖에 들리지 않아 (동방영야초)   |           |

## 동방빙설가집
《동방빙설가집》(東方氷雪歌集 도호효세쓰카슈[*])은 동인 서클 이오시스(IOSYS)가 2008년 11월 2일에 발매한 9집 음반이다. 이 작품은 동인 서클 상하이 앨리스 환악단의 탄막 슈팅 게임 시리즈, 동방 프로젝트의 등장 캐릭터인 치르노가 중심이다. 앨범에 수록된 모든 보컬곡의 원곡은 동방홍마향 2면 보스전의 BGM인 《말괄량이 연랑》이다.

### 수록곡
1, 2, 4, 6, 7, 9 트랙은 보컬곡, 3, 5, 8 트랙은 짧은 이야기이다.
| #  | 제목                                                                                       | 재생 시간 |
| -- | ------------------------------------------------------------------------------------------ | --------- |
| 1. | 치르노의 퍼펙트 산수 교실(チルノのパーフェクトさんすう教室)                                |           |
| 2. | 코믹한 미샤구지와 라지에이션(コミカルなミシャグジとラジエーション)                         |           |
| 3. | 사랑의 치르노 극장 〈벌레인 주제에 훌륭하다!〉(愛のチルノ劇場〈虫のくせに偉いね！〉の巻)   |           |
| 4. | 청색의 치르노(青色のチルノ)                                                                |           |
| 5. | 사랑의 치르노 극장 〈변태인 주제에 간사하다!〉(愛のチルノ劇場〈変態のくせにずるい！〉の巻) |           |
| 6. | PERFECT FREEZE                                                                             |           |
| 7. | FREEZING ON ME                                                                             |           |
| 8. | 사랑의 치르노 극장 〈무리한 것은 무리!〉(愛のチルノ劇場〈無理なものは無理！〉の巻)         |           |
| 9. | 눈이 그리워서(雪が恋しくて)                                                                |           |

## 동방초도마전
동방초도마전(東方超都魔転 도호촛토마텐[*])은 IOSYS가 2009년 3월 8일에 발매한 동방 프로젝트 어레인지 11집 음반이다.

### 수록곡
| #             | 제목                                                                                 | 재생 시간 |
| ------------- | ------------------------------------------------------------------------------------ | --------- |
| 1.            | 대강산 자이언트 스윙                                                                 | 4:15      |
| 2.            | 절규 시원한 성냥                                                                     | 3:50      |
| 3.            | 궁극의 불고기 레스토랑! 오린의 지옥정!                                               | 3:56      |
| 4.            | Toho just a moment! episode 1 ~영원정의 간식~                                        | 6:59      |
| 5.            | 소외감                                                                               | 4:06      |
| 6.            | 옥염 -The crow of 'YATA'-                                                            | 4:39      |
| 7.            | 브와르로 OK!? 연애도서관                                                             | 4:00      |
| 8.            | Toho just a moment! episode 2 ~스톱! 유유코님!~                                      | 8:55      |
| 9.            | 여자와 여자의 보더게임                                                               | 3:30      |
| 10.           | [연주해봤다]환부의 할 수 있는 신부에게 엄청난 것이 태양을 망설이는, 퍼펙트 우민들... | 5:57      |
| 11.           | 가족의 집                                                                            | 3:40      |
| 12.           | Toho just a moment! episode 3 ~역전하지 않는 재판~                                   | 10:14     |
| 13.           | 졸업 ~Marisa's Graduation~                                                           | 3:59      |
| 총 재생 시간: | 총 재생 시간:                                                                        | 1:08:00   |